# Las medias de los flamencos
Las medias de los flamencos es un cuento del escritor uruguayo Horacio Quiroga, publicado por primera vez en Cuentos de la selva, en 1958.

## Argumento
Las víboras de coral organizaron una fiesta, invitaron a los sapos, los yacarés, los peces y los flamencos. Todos iban vestidos muy elegantes y hermosos a la fiesta menos los flamencos, que decidieron ir a buscar para adornarse medias coloradas, blancas y negras en los almacenes, pero los hombres les decían que no había ese color de medias y los echaban por locos. Un tatú al escuchar sus problemas, quiso burlarse de ellos, pero en cambio les dijo que su cuñada la lechuza podía conseguirles todas las medias que quisieran y los flamencos muy agradecidos fueron a buscar a la lechuza.
La lechuza les dio unas hermosas medias hechas de cueros de víboras de coral, que eran como tubos, y les advirtió que no podían dejar de moverse en la fiesta si no querían acabar de mala forma, los flamencos un poco confundidos le hicieron caso pero no entendían porque les decían eso. Al llegar a la fiesta todos estaban asombrados al ver las hermosas medias de los flamencos pero las víboras de coral envidiaban un poco, así que comenzaron a dudar de qué material estaban hechas las medias que llevaban puestas los flamencos, pero como no paraba de moverse no pudieron ver de qué era el material hasta que de tanto bailar, uno de los flamencos cayó en el piso y cuando las víboras corrieron a ver, se enfurecieron al descubrir que las medias estaban hechas de cueros de víboras de coral, creyendo que los flamencos habían matado a sus hermanas. Muy furiosas les arrancaron las medias a pedazos y les mordían también en las patas, para que murieran. Los flamencos, locos de dolor, saltaban de un lado para otro, sin que las víboras de coral se desenroscaran de sus patas. Finalmente, cuando no quedó ni un trozo de media, la ira de las víboras se aquietó.
Los flamencos corrieron al agua por el dolor que sentían en sus patas, y todavía están esperando que el dolor se vaya. Sus patas quedaron coloradas por el veneno de las víboras de coral, a tal punto de que los peces se burlaban de ellos por tener las patas coloradas, y los flamencos no tienen más remedio que jurar venganza comiéndose a cuanto pescadito se acerque demasiado a burlarse de ellos.

## Todos los personajes

### Principales
- Los flamencos: protagonistas de la historia, como no sabían cómo vestirse para la fiesta fueron a los almacenes en busca de medias coloradas, blancas y negras.
- Las víboras: villanas del cuento, anfitrionas de la fiesta, que les dan su merecido a los flamencos por matar a sus hermanas y les dejan las patas coloradas por su veneno.
- El tatú: personaje menor que se encuentra con los flamencos y les dice que la lechuza tiene las medias que pedían los flamencos.
- La lechuza: Cuñada del tatú que les da a los flamencos medias hechas de cueros de víboras de coral.

### Secundarios
- Los vendedores: hombres que trabajan en los almacenes. Los flamencos les piden medias coloradas, blancas y negras, pero los echan por locos.
- Ranas y sapos: durante la fiesta, los sapos se pegaban escamas de pescado, y las ranas, de lamparita tenían, una luciérnaga que se balanceaba.
- Yacarés: al inicio del cuento se menciona que para adornarse bien llevaban en el pescuezo (cuello) un collar de bananas, y fumaban cigarros paraguayos.
- Peces: aparecen en dos ocasiones: primero aparecen al inicio aplaudiendo por las actuaciones, y luego al final, devorados por burlarse de los flamencos, que ya tenían las patas coloradas.